# سن ویسنته (انتیوکیا)
سن ویسنته (انگلیسی: San Vicente, Antioquia) نام شهری در کشور کلمبیا است.